# Вівека Бабаджі
Вівека Бабаджі (23 травня 1973, Порт-Луї, Маврикій — 25 червня 2010) — індійська фотомодель та акторка.

## Біографія
Вівека Бабаджі була наймолодшою в сім'ї, всього у неї було троє старших сестер.
На початку 90-х років почала свою кар'єру фотомоделі, а уже у 2002 році вона зіграла головну роль у фільмі «Yeh Kaisi Mohabbat»

## Смерть
25 червня 2010 року, Вівека була знайдена мертвою в себе у квартирі, як стало відомо, вона була знайдена повішеною на стельовому вентиляторі.
Офіційна версія поліції - суїцид. Перед смертю страждала на депресію через розлучення із партнером.